# کنوانسیون حمایت از دیپلمات‌ها
کنوانسیون حمایت از دیپلمات‌ها (بطور رسمی کنوانسیون پیشگیری و مجازات جرایم علیه افراد تحت حمایت بین‌المللی، از جمله عوامل دیپلماتیک) پیمان ضد تروریسم سازمان ملل است که برخی از اصول سنتی را در لزوم حمایت از دیپلمات‌ها بیان می‌کند.
این کنوانسیون به عنوان قطعنامه مجمع عمومی سازمان ملل متحد در ۱۴ دسامبر سال ۱۹۷۳ در پاسخ به مجموعه ای از آدم‌ربایی‌ها و قتل‌های مأمورین دیپلماتیک، از آغاز دهه ۱۹۶۰ پذیرفته شد. این طرح توسط کمیسیون حقوق بین‌الملل (ILC) تهیه شده‌است، که در سال ۱۹۷۱ کار بر روی آن را آغاز کرد؛ و در طی دو سال به تصویب رسید، که بسیار مطابق با استانداردهای ILC بود.

## محتوی
طرفین کنوانسیون موافقت می‌کنند که جرم انگاری مرتکب قتل یا آدم‌ربایی افراد تحت حمایت بین‌المللی و همچنین حملات خشونت‌آمیز علیه اماکن رسمی، اسکان خصوصی یا وسایل حمل و نقل این افراد شوند. طرفین کنوانسیون همچنین موافقت خود را برای جرم کردن کمیسیون تلاش شده یا تهدید به انجام چنین عملیاتی انجام می‌دهند. «اشخاص تحت حمایت بین‌المللی» اصطلاحی است که توسط این کنوانسیون ایجاد شده و صریحاً به روسای کشورها، روسای دولت‌ها، وزرای خارجه، سفیران، سایر دیپلمات‌های رسمی و اعضای خانواده‌های آنها گفته می‌شود.
ماده اصلی کنوانسیون اصل  aut dedere aut Judicare است: طرف معاهده باید (۱) شخصی را که مرتکب تخلف علیه شخص تحت حمایت بین‌المللی می‌شود تحت پیگرد قانونی قرار دهد یا (۲) شخص را به دولت دیگری ارسال کند که درخواست کند. استرداد او برای پیگرد همان جرم است.

## مصوبات و احزاب
در پایان سال ۱۹۷۴، این کنوانسیون توسط ۲۵ کشور به امضا رسیده و در ۲۰ فوریه ۱۹۷۷ پس از تصویب آن توسط ۲۲ کشور به اجرا درآمد. از اکتبر سال ۲۰۱۶، توسط ۱۸۰ حزب دولتی تصویب شده‌است، که شامل ۱۷۷ کشور عضو سازمان ملل متحد به علاوه کشور فلسطین است. کشورهای عضو سازمان ملل که کنوانسیون را تصویب نکرده‌اند عبارتند از:
1. آنگولا
2. چاد
3. جمهوری کنگو
4. تیمور شرقی
5. اریتره
6. راهبیا
7. اندونزی
8. ساموآ
9. جزایر سلیمان
10. سومالی
11. سودان جنوبی
12. سورینام
13. تانزانیا
14. تووالو
15. وانواتو
16. زیمبابوه

1. ↑  Blumenau, Bernhard (2014). The United Nations and Terrorism. Germany, Multilateralism, and Antiterrorism Efforts in the 1970s. Basingstoke: Palgrave Macmillan. pp. 40–45, 104–105. ISBN 978-1-137-39196-4.
2. ↑  Blumenau, Bernhard. The United Nations and Terrorism. Germany, Multilateralism, and Antiterrorism Efforts in the 1970s Palgrave Macmillan, 2014, pp. 104–13.